# Moyen de Forage Rapide de Destruction

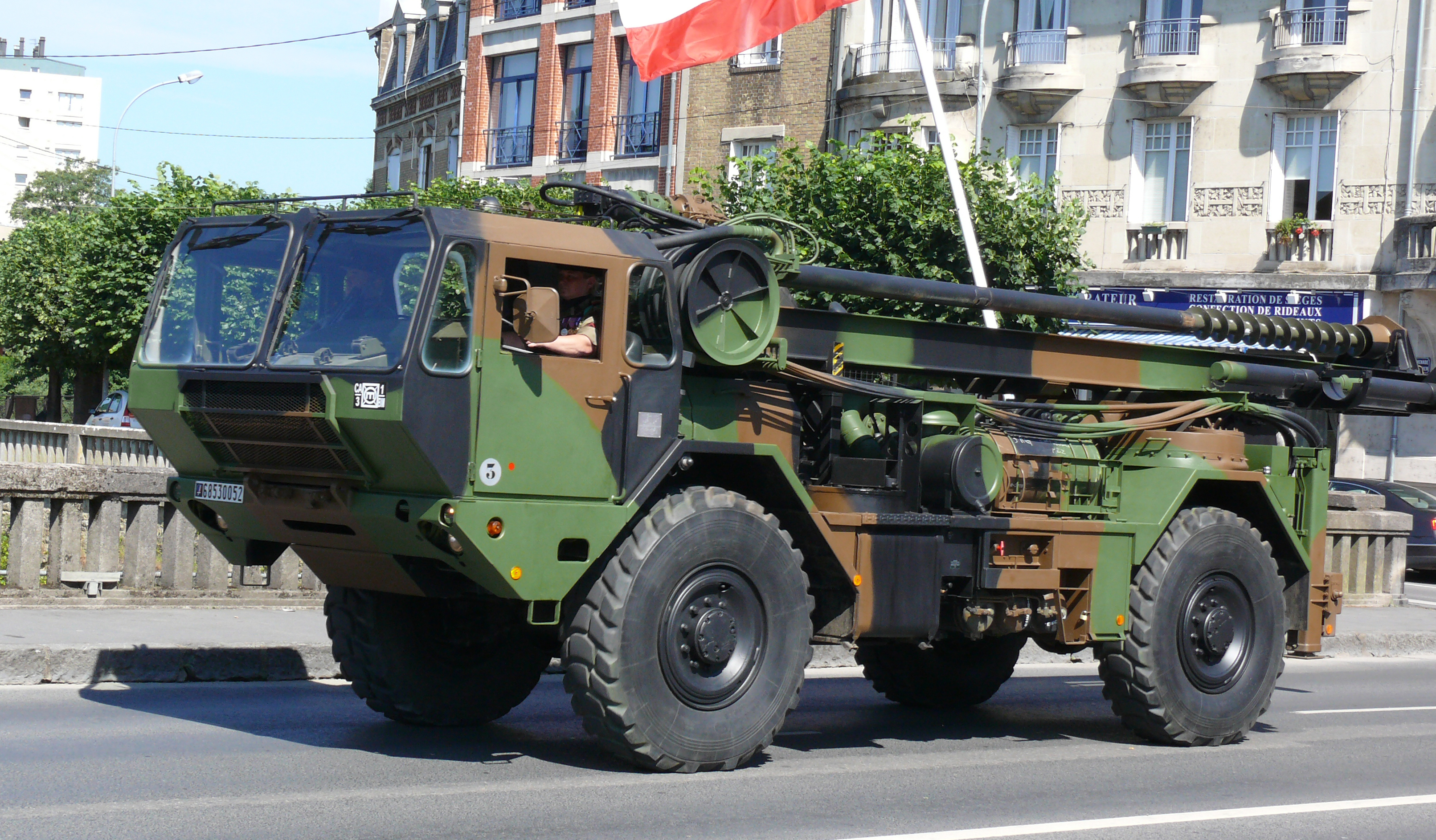
MFRD

Das Moyen de Forage Rapide de Destruction – MFRD  (deutsch: Sprengschachtbohrgerät) ist ein Gerät zur Fertigung von Sprengschächten zur Zerstörung von Brücken oder ähnlichem, bzw. zum Anfertigen von Hindernissen. Hersteller war die Société Constructions Industrielles d'Anjou. Montiert ist das Gerät auf dem LKW 4x4 RTC10 des ehemaligen Herstellers Pinguely in Lyon.

## Geschichte
Seit 1981 wird das MFRD von den Pionieren der französischen Armee eingesetzt. Ursprünglich waren 122 Geräte bestellt, davon waren 2005 noch 25 und 2016 nur noch einige wenige im Einsatz. Bereits 2012 gehörten die Geräte nicht mehr zur Hauptausstattung der Pioniere und stehen auf dem Aussterbeetat. Mehrere Exemplare wurden 2000/2010 von der rumänischen Armee verwendet.
Ausgerüstet sind die Sperrzüge in den Pionierregimentern mit den entsprechenden Kompanien. Eine Gruppe besteht aus vier MFRD und vier Renault TRM 10000 mit einer Hydraulischen Anlage auf jeweils einem Anhänger.

## Einsatzmöglichkeiten
Das Fahrzeug ist dazu bestimmt, schnellstmöglich Hindernisse zu schaffen, um ein weiteres Vordringen des Gegners zumindest zu verlangsamen. Dazu zählt das Zerstören von Straßen, Bahnlinien und Brücken genauso wie Böschungen oder Hänge zum Abrutschen zu bringen. Zu diesen Zwecken wird eine Schacht gebohrt, mit Sprengstoff geladen und zur Explosion gebracht.

## Charakteristiken
Die Besatzung besteht aus dem Fahrer und dem Bediener.
Das Gerät verfügt über einen klappbaren Mast mit einem Erdbohrer sowie über einen Verdichter zum Betrieb eines Drucklufthammers.
Der Aufbau des Geräts kann von der Besatzung in 10 Minuten bewerkstelligt werden.
Der Erdbohrer mit einem Durchmesser von 22 cm dringt in 7 Minuten sechs Meter tief in normalen, gewachsenen Boden ein. Bei hartem Boden benötigt er dafür bis zu 30 Minuten. Der Bohrlochwinkel kann bis 15° von der Senkrechten abweichen.
Die Sprengladung F1 besteht aus vier Zylindern zu je 12,5 kg A-IX-2 Hexolite-Aluminium Sprengmasse, 8 m Sprengschnur und eine elektrische Zündmaschine; die Sprengladung F1 A besteht aus vier Zylindern zu je 13 kg A-IX-2 Sprengmasse, 20 m Sprengschnur, eine elektrische Zündmaschine und drei Zündkapseln.
In normalem Gelände kann von einem Gerät ein Sprengtrichter mit einem Durchmesser von sechs bis acht Meter angefertigt werden, die Effektivität, so einen Kampfpanzer aufzuhalten liegt bei zwischen 40 % und 60 %. Bei einer eingesetzten Gruppe mit drei Fahrzeugen ergibt sich ein Hindernis von 18 × 6 Metern.

## Weitere technische Daten
- Gesamtgewicht: 17240 kg
- Höchstgeschwindigkeit: 73 km/h
- Fahrzeuglänge: 9,790 m
- Fahrzeugbreite: 2,480 m
- Fahrzeughöhe: 2,990 m
- Kraftstoffverbrauch (Diesel): 55 bis 125 l/100 km